# Ильинский, Александр Николаевич
Алекса́ндр Никола́евич Ильи́нский — начальник и военный комиссар Тульской оружейно-технической школы имени Тульского пролетариата (1932—1938), военный комиссар 150-й стрелковой дивизии (1941—1942), бригадный комиссар.

## Биография
Александр Николаевич Ильинский родился в 1901 году в Нижнем Новгороде. Окончил четырехклассное народное училище. В 1918 году избирался в Нижегородский губком «Союза рабочей молодежи им. III Интернационала» (Нижегородская губернская организация ВЛКСМ). В 1919 году вступил в РКП(б) и в этом же году был призван в РККА. В период с 1920 по 1925 гг. находился на партийных и советских должностях в партийных и исполнительных органах власти Нижегородской губернии, в частности, ― в Канавинском и Выксунском районных Советах рабочих, крестьянских и красноармейских депутатов; Нижегородском губкоме РКП(б); Нижегородском губернском военкомате. Неоднократно делегировался на губернские конференции РКП(б). Непродолжительное время работал редактором газеты «Выксунская правда» в 1922 году. В 1925 году состоял служащим политотдела 17-й Нижегородской стрелковой дивизии НКВД. В том же году поступил в Военно-политическую академию при Политическом управлении Рабоче-крестьянской Красной Армии.
В 1927 году А. Н. Ильинский был назначен на должность военного комиссара Тульской оружейно-технической школы (ТОТШ). На этой должности пробыл до 1932 года. В 1932 году был назначен начальником ТОТШ. При этом, после введения в РККА единоначалия, оставался и военным комиссаром школы. В 1935 году Постановлением Народного комиссариата обороны СССР № 2484 от 26 ноября 1935 года он был удостоен персонального воинского звания бригадный комиссар. 2 сентября 1938 года он издал свой последний приказ «О проведении вторичной поверки состояния хозяйства училища с 15 сентября по 25 сентября 1938 г.» (в 1937 году все военные школы СССР были переименованы в училища). В тот же день он был арестован. Постановлением военного прокурора Московского военного округа от 29 мая 1939 г. дело по его обвинению было прекращено. В том же году он был откомандирован в распоряжение начальника Главного политического управления РККА.
В ноябре 1941 года А. Н. Ильинский был назначен военным комиссаром 150-й стрелковой дивизии и в мае 1942 года пропал без вести в боях в ходе Харьковской операции.

## Память
Имя Александра Николаевича Ильинского занесено на памятную стелу, установленную на территории Тульского артиллерийского инженерного института, в память об офицерах и выпускниках института, погибших на фронтах Великой Отечественной войны.